# 寬眼齒䱛
寬眼齒䱛為輻鰭魚綱鱸形目鱸亞目石首魚科的其中一種，被IUCN列為次級保育類動物，分布東太平洋區的加拉巴哥群島海域，棲息深度3-30公尺，體長可達25公分，棲息在礁石區，成群活動，以浮游動物為食。